# Becky James
Becky James, właśc. Rebecca Angharad James (ur. 29 listopada 1991 w Abergavenny) – brytyjska kolarka torowa i przełajowa, dwukrotna wicemistrzyni olimpijska, wielokrotna medalistka torowych mistrzostw świata i brązowa medalistka mistrzostw Europy.

## Kariera
- Startowała w wyścigach przełajowych zdobywając (między innymi) brązowy medal mistrzostw kraju w kategorii debiutantek (2007)
- Na rozgrywanych w 2010 roku igrzyskach Wspólnoty Narodów w Delhi była druga w sprincie i trzecia w wyścigu na 500 m.
- Największe sukcesy w karierze Rebecca James osiągnęła w 2013 roku, kiedy podczas torowych mistrzostw świata w Mińsku zdobyła cztery medale. Zwyciężyła w sprincie indywidualnym i keirinie, w pierwszym przypadku wyprzedzając Niemkę Kristinę Vogel i Lee Wai Sze z Hongkongu, a w drugim Chinkę Gong Jinjie i Kubankę Lisandrę Guerrę. Ponadto była trzecia w wyścigu na 500 m, przegrywając jedynie z Lee Wai Sze i Niemką Miriam Welte, a wspólnie z Victorią Williamson zajęła także trzecią pozycję w sprincie drużynowym.
- W tym samym roku zdobyła brązowy medal w sprincie drużynowym na mistrzostwach Europy w Apeldoorn.
- Kolejne dwa medale wywalczyła podczas mistrzostw świata w Cali w 2014 roku, gdzie była trzecia zarówno w sprincie drużynowym, jak i keirinie, w którym lepsze okazały się tylko Kristina Vogel i Anna Meares z Australii.
- W 2016 roku wzięła udział w igrzyskach olimpijskich w Rio de Janeiro, zdobywając srebrne medale w keirinie i sprincie.